# Marthe Donas
Marthe Donas, ook Tour Donas of Tour d'Onasky genoemd (Antwerpen, 26 oktober 1885 – Audregnies, 31 januari 1967), was een Belgische kunstschilderes die deel uitmaakte van de voor-oorlogse avant-garde.

## Levensloop
Marthe Donas volgde op zeventienjarige leeftijd (1902-1903) les aan de Antwerpse Academie, ondanks het verzet van haar vader. De tien jaar daarop was ze niet echt bij iemand in de leer, maar bekwaamde ze zich wel verder in het schilderen. Haar klassieke scholing en talent blijken onder andere uit haar Zelfportret. Dat is een klein, lichtbruin monochroom werk. Doordat ze het zo dun schilderde, heeft het weg van een tekening. Donas vervolgde haar opleiding tussen 1912 en 1914 aan de Antwerpse Academie en het Hoger Instituut. Ze haalde eerste prijzen in de schilderkunst, bij Van Kuyck, en bij het tekenen en graveren, bij Lauwers. Bij het uitbreken van de Eerste Wereldoorlog vluchtte haar familie naar het Nederlandse Goes (Walcheren). Donas en haar tweelingzus trokken verder naar Dublin. Daar volgden ze lessen in glasschilderkunst. Marthe Donas kreeg er ook enkele opdrachten. Het was daar dat Liggend Naakt tot stand kwam. Het is een realistisch opgezette tekening, waarin Donas de arceertechniek gebruikte. Deze was erg verwant aan de methode die ze in haar gravures toepaste. De figuur werd in Liggend Naakt uitgespaard tussen de parallelle arceringen.
Vanwege de zeer bloedige Paasopstand, die in Dublin op 24 april 1916 uitbrak, moest ze weer vluchten. Ze verbleef kort in Engeland en eind 1916 vestigde ze zich in Parijs. Daar speelde zich vier jaar lang wat Leen de Jong, ex-medewerker aan het KMSKA, haar “meest fascinerende fase uit haar kunstenaarsleven” noemde af. Donas schreef zich meteen na aankomst in in La Grande Chaumière, l’Académie Ranson en in het atelier van André Lhote, waar ze in contact kwam met het kubisme. Later schreef ze over deze periode: “Een tentoonstelling van André Lhote heeft mij veroverd voor het kubisme. Ik was erop gebrand om alles te zien en te begrijpen”. Ze maakte zich de nieuwe stijl snel eigen, zo blijkt uit drie werken uit 1917 (Stilleven, KMSKA, inv. nr. 2948 en twee naaktstudies, verzameling S. en G. Poppe te Hamburg). Tot eind 1918 vergezelde ze een dame naar Nice om haar tekenlessen te geven en zo in haar levensonderhoud te voorzien. In Nice ontmoette ze Alexander Archipenko, de Oekraïense beeldhouwer met wie ze een verhouding gehad zou hebben. Door haar werk in zijn atelier kwam ze in contact met de militante kubisten van Section d’Or. Haar eigen kubistische werken kenmerken zich door de afwisseling en aanvulling van geometrische volumes, nabootsing van materialen, zuivere vormen en de collagetechniek. In december 1918 huurde ze het Parijse atelier van Piet Mondriaan, die toen nog in Nederland woonde. In die periode evolueerde haar stijl steeds meer naar het abstracte. Haar avant-gardistische werk vertoonde toen overeenkomsten met het oeuvre van De Stijl en Archipenko.

In de biografie die L. De Jong over Donas schreef, wijdde ze een deel aan de exposities waar de kunstenares aan deelnam. Zo schreef De Jong:
“Donas exposeerde regelmatig: met de Section d'Or in september 1919 te Londen, in maart 1920 te Parijs (Galerie La Boëtie) en in dezelfde maand ook nog eens in Brussel bij Sélection, onder de naam Tour-Donas. Onder haar tweede schuilnaam, Tour-Donasky, verscheen er werk in het tijdschrift De Stijl (1919, nr. 6 en 8), opgericht door Théo van Doesburg, die zij eveneens via Archipenko had leren kennen. Eind 1919 had zij haar eerste solotentoonstelling in de Librairie Kundig te Genève en in juni 1920 reisden de veertig geëxposeerde werken naar haar meest succesrijke manifestatie. Herwarth Walden selecteerde haar voor een tentoonstelling in zijn galerie Sturm te Berlijn. Hij kocht 35 schilderijen en reproduceerde werk van haar in zijn tijdschrift. Het succes van de tentoonstelling was van die aard dat reeds in januari 1921 een tweede tentoonstelling met werk van haar hand samengesteld kon worden. De Amerikaanse Katherine Dreyer, wier collectie samen met die Marcel Duchamp in Yale University Art Gallery werd opgenomen, kocht eveneens vier werken op de Berlijnse show. Een van de werken op de Berlijnse tentoonstelling was de Buste van een vrouw. Donas' buitenlandse faam kwam ook in België ter ore en toen zij in 1920 Parijs verliet werd zij op voorspraak van Théo van Doesburg opgenomen in de Belgische delegatie voor een internationale tentoonstelling te Genève (samen met onder anderen Van Tongerloo, Prosper De Troyer, René Magritte en Frans Masereel). Ook op de tentoonstelling georganiseerd naar aanleiding van het Tweede Kongres voor Moderne Kunst, in januari 1922 te Antwerpen, werd werk van haar getoond, samen met dat van Jozef Peeters, Van Tongerloo, Edmond Van Dooren, Pierre-Louis Flouquet, Felix De Boeck en Victor Servranckx. Toch heeft zij zich niet met de Belgische avant-garde ingelaten.”
Ondanks dit succes moest ze wegens geldgebrek terugkeren naar haar ouders. In 1922 trouwde de kunstenares met Harry Franke en leefde afwisselend in Parijs en Ittre. Tot 1927 maakte ze figuratieve, naïeve portretten, genretaferelen en landschappen. Daarna, in de periode 1927-1947, schilderde ze niet. Daarover schreef ze zelf: “Ne trouvant pas son équilibre dans une vie si tourmentée, avec de continuels déménagements, un ménage à faire et trop d'ouvrage, elle cesse de peindre.” Over het werk dat ze na 1947 maakte, schreef ze: “Mes peintures actuelles sont des intuitions pures, toutes abstraites...”

## Musée Marthe Donas
In een kapel in Ittre bij haar vroegere woning is het Musée Marthe Donas gevestigd. Het bezit een veertigtal schilderijen, gravures en tekeningen van haar, naast werk van Guillaume Vanden Borre en Pierre Caille. Blikvanger is De zich poederende vrouw uit 1918.

## Monografie
- Kristien Boon (2004). Marthe Donas. [Oostkamp]: Stichting Kunstboek (ISBN 9789058561268).

## Schilderijen
- Fond jaune. 1917. Olieverf op cardboard. 36 × 27 cm. De Vuyst (8 december 8, 2007). Zie artnet.
- Zelfportret met Franse hoed 1919; olieverf op doek 70x110cm Allaf Collection, coll nr 65401
- Stilleven. 1917. Olieverf op doek. 34,5 × 53 cm. Antwerpen, Koninklijk Museum voor Schone Kunsten Antwerpen. Inv. nr. 2948. Zie Lukas imagebank.
- Stilleven. Zonder jaar. Olieverf op doek. 33 × 21,5 cm. New York, Sotheby's (16 maart 2006). Zie artnet.
- Stilleven. Circa 1919. Materiaal, afmetingen en verblijfplaats onbekend. Afgebeeld als Bijlage XI van De Stijl, 2e jaargang, nummer 6 (april 1919). Zie Digital Dada Library.
- Danseres. Circa 1919. Materiaal, afmetingen en verblijfplaats onbekend. Afgebeeld als Bijlage XVI van De Stijl, 2e jaargang, nummer 8 (juni 1919). Zie Digital Dada Library.
- Stilleven. 1920. Olieverf op hout. 38 × 38. Bern, Kunstmuseum, Stiftung Othmar Huber.
- Abstracte compositie nr. 5. 1920. Olieverf op karton. 63,4 × 49,4. Brussel, Museum voor Moderne Kunst.
- Constructie. 1920. Olieverf op hout. 48 × 42 cm. Brussel, Koninklijke Musea voor Schone Kunsten.
- Le Petit Déjeuner. 1925. Olieverf op paneel. 55 × 55 cm. Londen, Whitford Fine Art. Zie artnet.

## Assemblage
- Stilleven met fles en kop. 1917. Kant, schuurpapier, textiel, net en verf op board. Zie externe link.

## Tekeningen
- Werk I. 1917. Potlood op papier. 28 × 21 cm. Hoocho Chikusaku Nagoya, Cubism Gallery Asada. Zie cubism-asada.com.
- Abstractie. 1920. Gouache. 28 × 28 cm. Lichtervelde, Gyselinck Fine Arts (2008). Zie externe link.

## Musea met werk van Donas
- Musée Marthe Dunas in Ittre
- Yale University Art Gallery